# Louis Alfred Becquerel
Pour les articles homonymes, voir Becquerel (homonymie).
Louis Alfred Becquerel (né le 3 juin 1814 à Paris et mort le 10 mars 1862 à Paris) était un médecin chercheur et un physicien français.

## Biographie
Fils aîné d'Antoine César Becquerel, il entre comme médecin à la Pitié. Nommé officier de la Légion d'honneur en 1845, Becquerel collabore avec Maxime Vernois à deux ouvrages en 1853 et 1856. 
Il est le frère d'Alexandre Edmond Becquerel. 

## Publications
- Recherches cliniques sur la méningite des enfants, 1838
- Sur les affections tuberculeuses et le carreau, 1840
- Traité du bégayement et des moyens de le guérir, 1844
- De l'empirisme en médecine, 1844
- La Séméiotique des urines, ou Traité des signes fournis par les urines dans les maladies, 1845
- Traité clinique des maladies de l'utérus, 1859
- Des applications de l'électricité à la thérapeutique médicale, 1853, 2. ed. 1860
- Du lait chez la femme dans l'état de santé et dans l'état de maladie: mémoire suivi de nouvelles recherches sur la composition du lait chez la vache, la chèvre, la jument, la brebis et la chienne, (en collaboration avec Maxime Vernois), 1853.
- Traité élémentaire d'hygiène privée et publique, Paris, Asselin, 1854, 4. ed. 1868.
- De l'albuminurie et de la maladie de Bright (en collaboration avec Maxime Vernois), 1856.